# التدخين في تركيا
التدخين في تركيا حوالي ربع السكان البالغين في تركيا يمارسون التدخين. ومع ذلك، تم فرض حظر شامل على التدخين في البلاد، يشمل المكاتب الحكومية، أماكن العمل، الحانات، المطاعم، المقاهي، مراكز التسوق، المدارس، المستشفيات، وجميع وسائل النقل العام مثل القطارات، سيارات الأجرة، والعبّارات. يتم تغريم المخالفين الذين يدخنون في مناطق مخصصة لمنع التدخين بمبلغ 188 ليرة تركية (حوالي 9.29 يورو). تواجه الحانات وأماكن العمل التي تفشل في تطبيق الحظر غرامات تتراوح بين 560 ليرة للمخالفة الأولى إلى 5600 ليرة. تشرف وزارة الزراعة والغابات التركية على تنفيذ هذه القوانين. تعد زراعة التبغ جزءًا مهمًا من الاقتصاد الزراعي التركي، حيث يُستخدم حوالي 11% من التبغ المزروع محليًا في مصانع السجائر بحلول عام 2023. في السابق، كان التبغ الشرقي هو النوع الرئيسي المزروع، لكن المصانع تفضل الآن تبغ فيرجينيا الذي يتطلب الري. التدخين يعد من الأسباب الرئيسية لتدهور الصحة في تركيا. غالبًا ما يتم لف التبغ المزروع محليًا بشكل غير قانوني للتهرب من الضرائب، حيث تُباع آلات لف السجائر بسهولة. بالإضافة إلى ذلك، تنتشر تجارة التبغ غير القانوني المستخدم في الشيشة. يُحظر تصنيع واستيراد السجائر الإلكترونية في تركيا. ويسمح فقط ببيع السجائر القابلة للاشتعال، والتي تُعرف بتأثيرها السلبي على الصحة. حتى عام 2023، لم تُجرِ تركيا تقييمًا شاملاً للأثر الصحي الناتج عن التدخين، مما يترك فجوة في تحليل التداعيات الصحية والسياسات المرتبطة بالتدخين في البلاد.

## تاريخ حظر التدخين
تم حظر التدخين لأول مرة في تركيا 1997، داخل المباني العامة التي يعمل بها أكثر من أربعة موظفين، بالإضافة إلى الطائرات والحافلات العامة. في 3 يناير 2008، أُقر قانون يحظر التدخين في جميع الأماكن المغلقة، بما في ذلك الحانات، المطاعم، المقاهي، الملاعب الرياضية، وحدائق المساجد والمستشفيات. دخل القانون حيز التنفيذ في 19 مايو 2008، مع تأجيل تطبيقه على الحانات والمطاعم والمقاهي حتى 19 يوليو 2009، حيث تم توسيع الحظر ليشمل هذه الأماكن، بالإضافة إلى مقاهي الشيشة. يحظر القانون الإعلان عن التدخين أو تصوير مشاهد التدخين على شاشات التلفزيون. في البرامج والأفلام الأجنبية التي تحتوي على مشاهد تدخين، تُطمس السجائر غالبًا. في ديسمبر 2018، تم تعديل القوانين لتطبيق التغليف البسيط على منتجات التبغ. يجب أن تغطي التحذيرات الصحية والصور جانبي العبوة، بما يشمل 85% من مساحة العبوة الإجمالية. لا يزال تثقيف الجمهور حول قوانين حظر التدخين يمثل تحديًا، مع استمرار العمل على تطبيق الحظر فعليًا في بعض الأماكن. صرحت إيليم تونجايلي، رئيسة فرع إسطنبول لغرفة مهندسي البيئة، أن حظر التدخين يُستخدم كوسيلة لتجنب معالجة القضايا البيئية الأكبر، مثل تلوث الهواء.
تركيا تُظهر التزامًا قويًا بمكافحة التدخين من خلال تشريعاتها المتقدمة، لكنها لا تزال تواجه تحديات في التطبيق الفعلي على أرض الواقع، وفي تحقيق وعي كامل بالقوانين بين السكان.

## انتشار
نسبة المدخنين الأتراك مرتفعة مقارنة بدول الاتحاد الأوروبي، باستثناء اليونان وبلغاريا. نسبة التدخين بين النساء الحوامل في تركيا تتراوح بين 8-12%، وهي نسبة مقلقة بالمقارنة مع المعدل العالمي الذي يبلغ حوالي 1.7% فقط من حالات الحمل. في عام 2016، أفاد 24% من الأتراك بأنهم يدخنون، مما جعل تركيا تحتل المرتبة العاشرة عالميًا من حيث عدد المدخنين. تشير هذه الأرقام إلى انتشار واسع للتدخين في تركيا، بما في ذلك بين الفئات الحساسة مثل النساء الحوامل، مما يعكس تحديات صحية واجتماعية تحتاج إلى معالجة فعّالة من خلال سياسات شاملة وبرامج توعية موجهة.

## التبغ
يتم زراعة التبغ في تركيا، حيث تستخدم مصانع السجائر المحلية حوالي 11% من الإنتاج المحلي اعتبارًا من عام 2023. تاريخيًا، كان التبغ الشرقي هو النوع الأكثر زراعة، ولكن يُفضل حاليًا التبغ من نوع فيرجينيا، الذي يتطلب الري، لتلبية متطلبات مصنعي السجائر. يعد التدخين أحد الأسباب الرئيسية لسوء الصحة في تركيا، حيث يدخن حوالي ربع البالغين بشكل يومي. يتم غالبًا لف التبغ المزروع محليًا بشكل غير قانوني لتجنب الضرائب، مع توفر آلات الدرفلة بسهولة. بالإضافة إلى ذلك، هناك سوق غير قانونية لتبغ الشيشة. يُحظر تصنيع واستيراد السجائر الإلكترونية في تركيا، رغم أنها تُعتبر أقل خطورة مقارنة بالسجائر القابلة للاشتعال. مع ذلك، لا تزال السجائر التقليدية ذات التأثير القاتل قانونية ويتم تصنيعها وبيعها بشكل رسمي. تركز السياسات التركية على مكافحة أنواع معينة من منتجات التبغ مثل السجائر الإلكترونية، بينما تبقى السجائر التقليدية القانونية مصدر قلق صحي كبير، إلى جانب انتشار المنتجات غير القانونية، مما يتطلب استراتيجيات شاملة للحد من أضرار التدخين.

## التبغ غير المشروع
تعاني تركيا من انتشار واسع لاستهلاك التبغ غير المشروع، بما يشمل السلع المهربة ومنتجات التبغ المقلدة. في عام 2013، بلغ حجم الاتجار غير المشروع بالتبغ 16.2 مليار سيجارة سنويًا. وفقًا لمنظمة الصحة العالمية، تتفاقم هذه الظاهرة نتيجة عدة عواملك منها: قلة الالتزام رفيع المستوى بالتحقيق وملاحقة المتورطين في الجرائم المتعلقة بالتبغ. تسهيل دخول السلع المهربة والمقلدة. دور منتجي المواد الأولية المستخدمة في صناعة السجائر في دعم النشاط غير المشروع. رغم انخفاض إجمالي استهلاك التبغ في تركيا خلال الثلاثين عامًا الماضية، شهدت أسعار السجائر زيادة سنوية بنسبة 4.17% بين عامي 1970 و2006. ويعود ذلك بشكل أساسي إلى الضرائب المتزايدة، بما في ذلك ضريبة القيمة المضافة وضريبة الاستهلاك.
يؤدي ارتفاع الأسعار الناتج عن الضرائب إلى تشجيع تجارة التبغ غير المشروع، حيث يبحث المستهلكون عن بدائل أرخص. ومع غياب آليات صارمة لمراقبة السوق وتعزيز الحوكمة، تستمر هذه الظاهرة في تهديد الصحة العامة والاقتصاد الوطني. للتصدي لهذه المشكلة، يجب تبني سياسات شاملة تشمل تحسين الحوكمة، تعزيز الرقابة على الحدود والجمارك، وزيادة التعاون الدولي لمكافحة التهريب والتقليد.
يشكل انتشار التبغ غير المشروع عبئًا اقتصاديًا كبيرًا على تركيا، حيث تقدر الخسائر السنوية في عائدات الضرائب الناتجة عن هذه التجارة غير القانونية بحوالي 9.5 مليار دولار. يتمثل الدافع الأساسي لهذه الظاهرة في الفجوة بين أسعار السجائر القانونية (الخاضعة للضرائب) والسجائر المهربة أو المقلدة، مما يجعل الأخيرة خيارًا أكثر جاذبية للمستهلكين. يميل الشباب إلى شراء السجائر المقلدة بسبب انخفاض تكلفتها، مما يزيد من خطر الإدمان وأضرار صحية أشد من تلك المرتبطة بالسجائر التجارية. يمثلون الشريحة الأكثر استهدافًا بالسوق غير المشروعة، حيث يجدون صعوبة في تحمل أسعار السجائر القانونية. يُقدر أن 40% من السجائر المهربة في تركيا يتم إنتاجها في بلغاريا بواسطة شركة بولجارتاباك. يتم تهريب هذه السجائر عبر العراق، حيث تُعد من بين الأرخص عالميًا، ثم تدخل تركيا من خلال الحدود الجنوبية الشرقية. تعتمد أساليب تهريب السجائر بشكل كبير على الأطفال في سوريا التي تعاني من الحرب، مما يعكس تحديًا إنسانيًا خطيرًا.

## تأثير القوانين
أدى حظر التدخين في الأماكن المغلقة إلى تغيير سلوكيات استهلاك التدخين، حيث ارتفعت مبيعات السخانات الخارجية. ويرجع ذلك إلى أن أماكن الترفيه اضطرت لتوفير مقاعد مدفأة في الهواء الطلق للمدخنين، مما يعكس محاولات التكيف مع السياسات الجديدة دون فقدان العملاء. في يوليو 2009، وقعت حادثة مأساوية في بلدة ساروهانلي عندما أطلق أحد الزبائن النار على صاحب مطعم، مما أدى إلى مقتله. جاءت الحادثة بسبب غضب الزبون من مصادرة سجائره، مما يبرز التوترات الاجتماعية التي قد تنجم عن تطبيق صارم للحظر. في عام 2010، انتقدت هوليا ألفا، وهي عضو في هيئة الرقابة على وسائل الإعلام الحكومية، استخدام تقنية التشويش لإخفاء مشاهد التدخين على شاشات التلفزيون. وأشارت إلى أن هذا الأسلوب قد يأتي بنتائج عكسية، حيث يزيد من انتباه المشاهدين إلى التدخين بدلاً من تقليله، عن طريق تعطيل تركيزهم على المحتوى الرئيسي.